# Ernst Künz
Ernst Künz (23 de fevereiro de 1912 - 21 de agosto de 1944) foi um futebolista austríaco, medalhista olímpico. 

## Carreira
Ernst Künz fez parte do elenco medalha de prata, nos Jogos Olímpicos de 1936.

## Ligações Externas
- Perfil em Databaseolympics